# Josep Castells i Candiri
Josep Castells i Candiri (Santa Perpètua de Mogoda, 1896 - ?, 1980) va ser un sindicalista i periodista català, director dels setmanari Vertical, portaveu de la Federació Local de Sindicats (FLS) de Sabadell.

## Biografia
Milità al sindicalisme a Sabadell. Als 13 anys feia d'aprenent caixista a l'impremta dels Vives, al carrer de Sant Joan. Era l'encarregat de portar els originals i les galerdes de La Gazeta del Valles al sacerdot integrista catòlic Fèlix Sardà i Salvany, que s'encarregava de corregir-les; Salvany intentà infructuosament convertir el jove en sacerdot. Fou en els motlles de La Gazeta del Valles on Castells s'interessà pel periodisme i la literatura, i molt de tant en tant li deixaven escriure algun article. També s'aficionà al futbol, jugant el 1911 a les files del Sabadell Futbol Club.
S'afilià de ben jove al sindicat del metall i formà part de la comissió de la Vaga de l'art fabril de gener-febrer de 1916, així mateix, participà en la Vaga General revolucionària d'agost de 1917, enfilant-se a dalt de la teulada de L'Obrera per tal d'aturar els canons d'artilleria que atacaven el local i els vaguistes. Durant la Dictadura de Primo de Rivera, escrigué alguns articles de caràcter literari per la "Solidaridad Obrera" i la "Colmena Obrera" de Badalona. Col·laborà amb els trentistes en les publicacions del País Valencià "La Traca" (publicació humorística, antimilitar i anticlerical) i "Generación Consciente", fou a "La Traca" on Castells i Gustau Vila i Berguedà "Grapa" començaren a treballar estretament, "Grapa" hi participava realitzant els dibuixos, i Castells hi afegia la llegenda. Estrenà al Círcol Republicà Federal (CFR) l'obra "L'heroi anònim", l'obra també es passà a l·Euterpe i serví per recollir fons per la família de Serafí Espinós, un sindicalista que va morir a causa del dispar fortuit de la seva pistola durant una manifestació.
Fidel home de Josep Moix, es posicionà a favor del trencament trentista i l'ingrés de la Federació Local de Sindicats (FLS) a la UGT i a l'òrbita del PSUC, també va fer costat a Moix durant els fets del 6 d'octubre de 1934.
El novembre de 1936, juntament amb altres comunistes sabadellencs, creà una comissió de propaganda de la FLS-UGT, vinculada al sindicat d'artistes.
Durant la guerra participà breument a la columna Alpina del Front Alt d'Aragó, però retornà a Sabadell a causa de la mort del seu pare, poc després morí la seva mare i Josep Moix li demanà que es quedés a Sabadell per tal d'encarregar-se del setmanari Vertical , òrgan de la FLS-UGT que en els seus inicis era òrgan de la FLS-CNT, però que després es va convertir en la veu dels sectors trentistes contraris a la FAI i posteriorment en òrgan de la UGT. Castells 2 fou director del "Vertical"  de 1937 a 1938, on hi escrigué amb els pseudònims de “Joan de la Son”, “Caviar” o “Pep de la Rosa”, destacant el seu apartat, juntament amb "Grapa, anomenat "Les xeringades" on "Grapa" realitzava les caricatures de clergues, militars, burgesos i rentistes, i Castells hi afegia la llegenda. El "Vertical" durant la guerra va traslladar la seva seu al carrer Feliu Crespí, 6 i a causa dels problemes econòmics derivats del conflicte bèl·lic, passà de quatre a dues pàgines i de ser una publicació setmanal a convertir-se en bisetmanal (sortia de dilluns a dijous). Castells, participà com a representant de la FLS a la delegació local del Consell General de les Indústries Tèxtils i Annexes, creada el 21 de març de 1938.
Amb la victòria franquista, Castells s'exiliarà a França amb el seu amic "Grapa", però foren dels sindicalistes que pogueren retornar més ràpidament, acollint-se a la “operación mandos rojos para la CNS” que promocionava el governador civil de Barcelona Antonio F. Correa Véglison juntament amb l'alcalde Josep Maria Marcet. Després de passà dos mesos per la presó de Girona i un per la Model de Barcelona, el 1941 ja pogueren instal·lar-se novament a Sabadell. Castells que abans de la guerra era filador de “Can Cuadras”, no va poder tornar-hi a treballar i va trobar feina com a mosso de magatzem a una empresa de components electrònics; "Grapa", va muntar una fàbrica de cardes a Carabanchel, però morí un  any després de convertir-se en empresari.